# USS Kraken (SS-370)
Za druga plovila z istim imenom glejte USS Kraken.
USS Kraken (SS-370) je bila jurišna podmornica razreda balao v sestavi Vojne mornarice Združenih držav Amerike.
Med drugo svetovno vojno je opravila 4 bojne patrulje.
24. oktobra 1959 so podmornico posodili Španiji, kjer so jo preimenovali v SPS Almirante García de los Reyes (S-31).